# Börje Tapper
Börje Karl-Anders Tapper, född 20 mars 1922 i Malmö, död 8 april 1981 i Malmö, var en svensk fotbollsspelare. Han var högerinner, trefaldig svensk mästare för Malmö FF, fyra gånger landslagsman 1945-1948 och inskriven i fotbollshistorien som en av Sveriges mest framstående huvudspelare.
Börje Tapper var far till fotbollsspelaren Staffan Tapper.  

## Karriär
Tapper blev svensk mästare redan 1944 och tillhörde 1949-1950 de MFF-uppställningar, som är lagets mest framgångsrika genom tiderna och som 1949-1951 i obruten följd spelade 49 allsvenska matcher utan förlust. Han debuterade i Malmö FF 1940, spelade 391 matcher och gjorde 298 mål fram till 1950, vilket gör honom till Malmö FF:s genom tiderna näst bästa målskytt. Inläggen mot Tappers huvud slogs oftast av yttrarna Egon Jönsson och Stellan Nilsson.
Börje Tapper blev svensk cupmästare 1944. I finalen mot IFK Norrköping, som slutade 4-3, skallade han in två mål. I sin landslagsdebut mot Finland 1945, gjorde han fem mål. I landslaget fick Tapper mestadels stå tillbaka för Gunnar Gren, som där var självskriven som högerinner.  
1950 blev Börje Tapper proffs i Italien i Genoa CFC, där han dock endast spelade under en säsong. Vid återkomsten till Sverige blev han klassad som proffsspelare och tilläts därför inte att spela mer för Malmö FF.
Tapper var med i truppen i det svenska landslag, som tog brons vid VM 1950. Han deltog dock inte i någon match.